# Filmåret 1898

## Årets filmer
- The Ball Game
- The Nearsighted School Teacher[1]
- Surrender of General Toral
- Smích a pláč, den första tjeckiska filmen
- La Tentation de Saint Antoine

## Födda
- 9 januari – Gracie Fields, brittisk skådespelare och sångerska.
- 14 januari – Olga Appellöf, svensk skådespelare.
- 20 januari – Georg Enders, svensk filmmusikkompositör.
- 22 januari – Thor Modéen, svensk skådespelare.
- 23 januari – Randolph Scott, amerikansk skådespelare, främst western.
- 6 februari – Finn Bernhoft, norsk skådespelare.
- 6 mars – Douglas Håge, svensk skådespelare.
- 10 april – Torsten Quensel, svensk filmjournalist och manusförfattare.
- 11 maj – Sven Nilsson, svensk skådespelare och operasångare (bas).
- 15 maj – Arletty, fransk modell och skådespelare.
- 31 maj – Emil A. Lingheim, svensk fotograf, ljudingenjör och regissör.
- 2 juni – Ola Isene, norsk sångare och skådespelare.
- 8 juli – Gertie Löweström, svensk skådespelare.
- 10 juli – Renée Björling, svensk skådespelare.
- 19 juli – Olle Hilding, svensk skådespelare.
- 23 juli – Bengt Djurberg, svensk skådespelare och sångare.
- 26 juli – Sven Gustafsson, svensk skådespelare.
- 27 augusti – Per Björkman, svensk skådespelare.
- 29 augusti – Preston Sturges, amerikansk manusförfattare och filmregissör.
- 18 oktober – Lotte Lenya, österrikisk-amerikansk sångerska och skådespelare.
- 10 november – Bertil Schedin, svensk skådespelare.
- 7 december – Georg de Gysser, svensk skådespelare och kläddesigner.
- 9 december – Clarine Seymour, amerikansk skådespelare.

### Fotnoter
1. ↑  IMDB, läst 29 februari 2012